# Tell Beydar

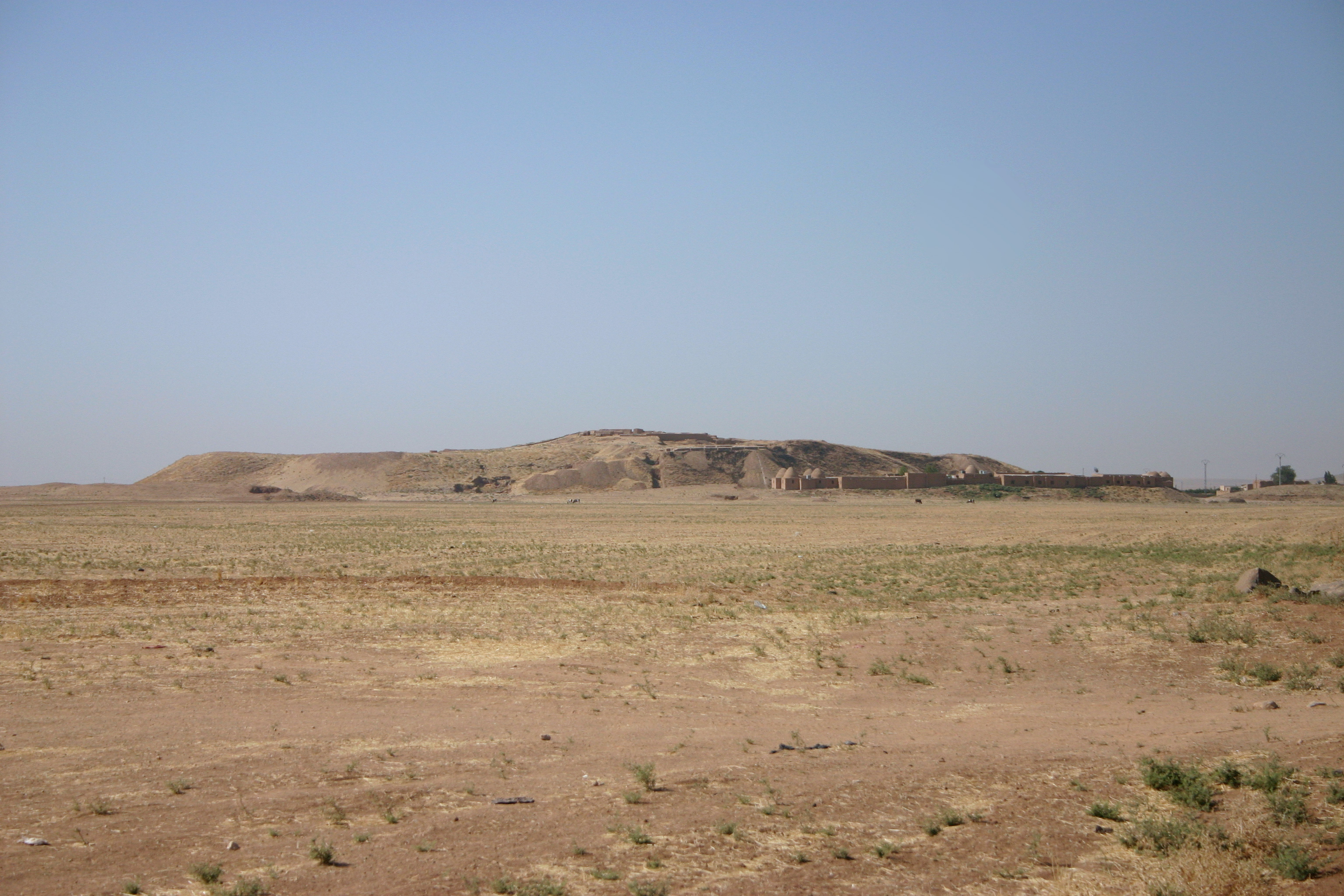
Tell Beydar

Tell Beydar (arabisch تل بيدر, DMG Tall Baidar), antiker Name Nabada, ist ein Siedlungshügel in der Dschazira-Region im Nordosten von Syrien.

## Lage
Die Ausgrabungsstätte liegt in der historischen Region Nordmesopotamien, nordwestlich von Al-Hasakah und südöstlich von Ras al-Ain etwa in der Mitte zwischen beiden Orten. Als Beydar I wird ein Tell von 600 Metern Durchmesser und einer Höhe von bis zu 27 Metern über der Umgebung bezeichnet. Beydar II ist eine ca. 50 ha große Flachsiedlung im Westen des Tells. Beydar III ist ein 0,5 ha großer prähistorischer Tell ca. 1 km weiter südlich.

## Erforschung
Ausgrabungen werden seit 1992 von einem europäisch-syrischen Team durchgeführt, das von Marc Lebeau (Brüssel) und Antoine Suleiman (Damaskus) geleitet wird. Auf dem Tell (Beydar I) wurden bei den Grabungen umfangreiche Teile einer Stadt der Frühen Bronzezeit freigelegt. Die 17. und vorläufig letzte Grabungskampagne wurde im Frühjahr 2010 durchgeführt. Seitdem verhindert der syrische Bürgerkrieg weitere Untersuchungen.

## Geschichte
Die Stadt wurde ungefähr 2900 v. Chr. gegründet. Zu Beginn der Besiedlung war Tell Beydar ein Kranzhügel von ca. 20 ha Fläche mit einer zentralen Oberstadt und einer ringförmig darumliegenden Unterstadt. Noch vor der Mitte des 3. Jahrtausends wurde die Unterstadt und die äußere Stadtmauer aufgegeben. Die Besiedlung beschränkte sich fortan auf die ca. 7 ha große Oberstadt, die spätestens zu diesem Zeitpunkt eine eigene Befestigungsmauer erhielt. Die ehemalige Stadtmauer verfiel und wurde zu einer heute noch im Gelände sichtbaren ringförmigen Wallanlage.
Ihre Blütezeit erlebte die Stadt im 25./24. Jahrhundert v. Chr. Aus dieser Zeit sind zwei Paläste, fünf Tempel, eine Reihe von Wirtschaftsgebäuden und Wohnhäuser freigelegt. Im Zentrum der Stadt befand sich eine Akropolis, in der die wichtigsten öffentlichen Gebäude konzentriert waren. Der Hauptzugang zur Akropolis liegt am Rande eines mit Pfeilern und Nischen reich gegliederten Platzes. Aus der Zeit um 2400 v. Chr. stammt ein umfangreiches Tontafelarchiv (ca. 230 Tafeln). Es enthält ganz überwiegend Verwaltungstexte in akkadischer Sprache. In dieser Zeit ist der Name der Stadt Nabada. Sie wies eine Zahl von ca. 1800–2500 Einwohnern auf und war lokales Verwaltungszentrum des Königreichs von Nagar. In annähernd gleichzeitigen Keilschrifttexten aus Ebla wird Nabada als Empfänger von Silberlieferungen erwähnt. Alle Personennamen (soweit verständlich) sind akkadisch, für eine Anwesenheit von Hurritern gibt es keine Belege.
In akkadischer Zeit (ca. 2300 v. Chr.) wurde der Ort zu einem Dorf von ca. 1,5 ha Siedlungsfläche reduziert: Die Paläste, die meisten Tempel und die Stadtmauer wurden aufgegeben. Eine gewaltsame Zerstörung des Ortes lässt sich nicht nachweisen. Aus dieser Zeit stammt eine aus Lehmziegeln gemauerte Grabkammer, in der ein Toter mit reichen Beigaben (vor allem Waffen) als „seitlicher Hocker“ niedergelegt war. Um 2100 v. Chr. wurde Beydar I vollständig aufgegeben. Eine kurze Wiederbesiedlung erfolgte in hellenistischer Zeit (2./1. Jahrhundert v. Chr.). Zu dieser Zeit existierte eine als Herrensitz interpretierte Residenzanlage und eine Reihe von kleinen Häusern und Vorratsgruben.
Die Flachsiedlung Beydar II wurde nur in sehr geringem Umfang untersucht. Sie weist zwei Siedlungsschichten auf, die in mittanische und neuassyrische Zeit datieren. Der kleine Tell Beydar III ist eine Siedlung aus der ausgehenden Ubaid-Zeit und der nachfolgenden spätchalkolitischen Zeit.